# 亡卫一
亡衛一（Vanth，萬斯）是古柏帶天體亡神星已知的衛星，由米高·布朗和T.-A. Suer共同發現。據以認定發現的影像是在2005年11月13日由哈勃太空望遠鏡取得的。發現者於2007年2月22日宣布發現消息 （页面存档备份，存于），並且已經確認了衛星的軌道。

## 特性
衛星在距離亡神星0.25秒的距離上被發現，亮度比亡神星低2.7等。布朗估計，假設兩者的反照率相同，則衛星的直徑大約是220公里，比亡神星細2.9倍。然而，亡神星與亡衛一有著不同的顏色（亡神星為灰色，而亡衛一則偏紅），因此若亡衛一的反照率為0.12，則衛星的直徑大約是380公里。亡衛一的質量亦取決於其反照率，變化範圍為系統總質量的3至9%不等。
亡衛一與亡神星的光譜差別非常大，因此亡衛一並非與亡神星同一時間形成，且沒有經歷大型碰撞的跡象，而可能是被亡神星捕獲的古柏帶天體。

## 名稱
亡衛一原來的臨時名稱是S/2005 (90482) 1。2009年3月，发现者布朗通过他的专栏博客公开征集小行星90482衛星的名称，最终选定伊特鲁里亚（亚平宁半岛的原住民族）神话中引导亡魂进入地府的女神——万斯（Vanth）作为卫星的建议名称，并上报IAU。

## 軌道特性
衛星以近乎完美的圓形環繞亡神星公轉，公轉週期約10天。發現者布朗認為亡神星與其衛星可能互相被對方潮汐鎖定，情況就如冥王星和凱倫一樣。